# Curoca (vattendrag)
Curoca är ett vattendrag i Angola. Det ligger i den sydvästra delen av landet, 800 kilometer söder om huvudstaden Luanda.
Trakten runt Curoca är ofruktbar med lite eller ingen växtlighet. Runt Curoca är det mycket glesbefolkat, med 2 invånare per kvadratkilometer.